# Edmundo Moniz
Edmundo Moniz (Salvador, Bahia, 1911 - 1997) était un penseur marxiste, historien, essayiste, poète, dramaturge, théâtrologue, militant trostkiste (dans ses jeunes années) et journaliste brésilien.
Juriste de formation, il se lança de bonne heure dans le journalisme militant, participant notamment à la revue Vanguarda Socialista, avant de devenir à partir de 1964 rédacteur en chef du quotidien Correio da Manhã ; à ce titre, il critiqua vivement, après l’avoir soutenu, le gouvernement de João Goulart. Poursuivi par le tribunal militaire en 1968, il choisit l’exil et résida à Paris jusqu’en 1976.
Membre de l’IHGB, Edmundo Moniz enseigna l’histoire et la philosophie, et rédigea un grand nombre d’ouvrages, en particulier sur la guerre de Canudos. Il était par ailleurs un grand connaisseur de l’œuvre de Bertolt Brecht.

## Biographie
Fils d’Antônio Muniz Sodré de Aragão, ancien gouverneur de l’État de la Bahia, Edmundo Moniz suivit une formation de droit, puis se fixa à Rio de Janeiro, où il commença en 1929 à contribuer aux revues A Esquerda et A Batalha, accomplissant, sous la direction de Leônidas Resende, tant le travail de rédaction et de reportage que les tâches administratives. Il fut ensuite collaborateur du quotidien Diário da Bahia et rejoindra en 1940 l’équipe de rédaction de Correio da Manhã, tout en contribuant dans le même temps aux revues Carioca et Vamos Ler, appartenant toutes deux à la société de presse A Noite. Il fut entre 1945 et 1946 l’un des directeurs de Vanguarda Socialista, puis entre 1964 et 1966 rédacteur en chef de Correio da Manhã, charge qu’il exerça parallèlement avec sa fonction de professeur de philosophie et d’histoire et avec son activité au sein de l’Institut historique et géographique brésilien. En 1968, c’est-à-dire quatre ans après le coup d’État militaire de 1964, dès avant l’instauration de l’AI-5, il fit l’objet d’une procédure en justice militaire, sur la triple accusation d’être membre de l’organisation de guérilla Résistance armée nationaliste, de faire partie du mouvement trotskiste, et d’appartenir au Parti communiste brésilien ; contraint de s’exiler, il s’esquiva par l’ambassade du Mexique à Rio, puis, passant par l’Algérie, élut domicile à Paris, où il composera son Guerra social de Canudos ; il revint au Brésil en 1976.

## Activité journalistique et militante
Lié à la IVe Internationale et au groupe de Mário Pedrosa, il fut sous la présidence de Juscelino Kubitschek et de João Goulart directeur du défunt Serviço Nacional de Teatro (SNT), où il travailla avec le critique de théâtre Sábato Magaldi, représentant de l’organe à São Paulo. Jugeant indissociables l’activité militante et le travail journalistique, il participa à la rédaction de la revue Vanguarda Socialista, aux côtés de Patrícia Galvão, Geraldo Ferraz, le critique d’art Mário Pedrosa et Hilcar Leite. Conjointement avec Antonio Callado, Paulo Francis, Otto Maria Carpeaux, Hermano Alves, Carlos Heitor Cony, Osvaldo Peralva, Newton Rodrigues et Márcio Moreira Alves, il fit partie de l’équipe de rédaction du journal Correio da Manhã, où parut notamment, le 31 mars 1964, un éditorial polémique intitulé « Basta! » (Ça suffit !), contre le gouvernement de João Goulart ; la paternité de cet éditorial est souvent attribuée à Moniz, cependant tous les témoins de cette époque attestent la nature collective des éditoriaux du journal ; il reste que Moniz coordonnait le travail de ses collègues et que c’est à lui qu’incombait la décision finale des textes publiés.
Il fit d’autre part paraître une quinzaine d’ouvrages traitant principalement de la guerre de Canudos, sur les événements desquels il appliqua la loi dite du développement inégal et combiné telle qu’élaborée par Léon Trotski. Il fut également poète et écrivit trois pièces de théâtre.

## Le centre de documentation de laFunarte, baptisé Biblioteca Edmundo Moniz
L’actuel centre de documentation de la Fondation nationale des arts (Funarte), sis à Rio de Janeiro, porte le nom d’Edmundo Moniz. Ce centre, qui fut constitué à partir du fonds respectif des bibliothèques de trois fondations de caractère national abolies en 1990 — la Fondation nationale d’art (Funarte), la Fondation nationale des arts scéniques (Fundacen) et la Fondation du cinéma brésilien (FCB) —, rassemble plus d’un million de titres ayant trait aux arts plastiques et graphiques, à la musique, à la photographie, au théâtre, à la danse, à l’opéra, au cirque, au cinéma et à la vidéo.

## Ouvrages et contributions à ouvrage
- As Mulheres Proibidas - o Incesto em Eça de Queiroz, éd. José Olympio, Rio de Janeiro 1993.
- A Originalidade das Revoluções, éd. Espaço e Tempo, 1987.
- O Golpe de Abril, éd. Civilização Brasileira, Rio de Janeiro 1965.
- O Espírito das Épocas. Dialética da Ficção, éd. Elo, 1994 (1re éd. 1950).
- Canudos. A Luta Pela Terra, éd. Gaia / Global, 2001.
- A Guerra Social de Canudos, éd. Civilização Brasileira, Rio de Janeiro 1978 ; éd. Elo, Rio de Janeiro 1987.
- D.João e o Surrealismo, éd. Mec, 1960.
- Teatro. Branca de Neve. A Vila de Prata. Egléia, éd. Livraria São José, 1960.
- Francisco Alves de Oliveira (Livreiro e Autor), éd de l’Académie brésilienne des lettres, Rio de Janeiro 2009.
- A Lei de Seguranca Nacional e a Justica Militar, éd. Codecri, 1984.
- Trotski, Leon. Da Noruega ao México: Memórias, éd. Epasa, Rio de Janeiro (sans date). Traduction d’Edmundo Moniz.
- Bertolt Brecht. Antologia Poética / o Processo de Lucullus, éd. Elo, 1982. Extrait dans Bertolt Brecht – Uma Breve Biografia (1898-1956).Traduction d’Edmundo Moniz).
- Poemas da Liberdade uma Antologia Poética de Dante a Brecht, éd. Civilização Brasileira, Rio de Janeiro 1967.
- Surrealismo e política, dans : Valentin Facioli (dir.), Breton-Trotsky: Por uma arte revolucionária independente (p. 135-136, éd. Paz e Terra, São Paulo ; éd. Cemap, 1985.